# Nowbījār
Nowbījār (persiska: نوبیجار) är en ort i Iran.   Den ligger i provinsen Gilan, i den norra delen av landet, 210 km nordväst om huvudstaden Teheran. Antalet invånare är 360.
Terrängen runt Nowbījār är platt åt nordväst, men åt sydost är den kuperad. Runt Nowbījār är det ganska tätbefolkat, med 155 invånare per kvadratkilometer. Närmaste större samhälle är Lāhījān, 3,6 km söder om Nowbījār. Omgivningarna runt Nowbījār är en mosaik av jordbruksmark och naturlig växtlighet.